# Minamoto no Tametomo

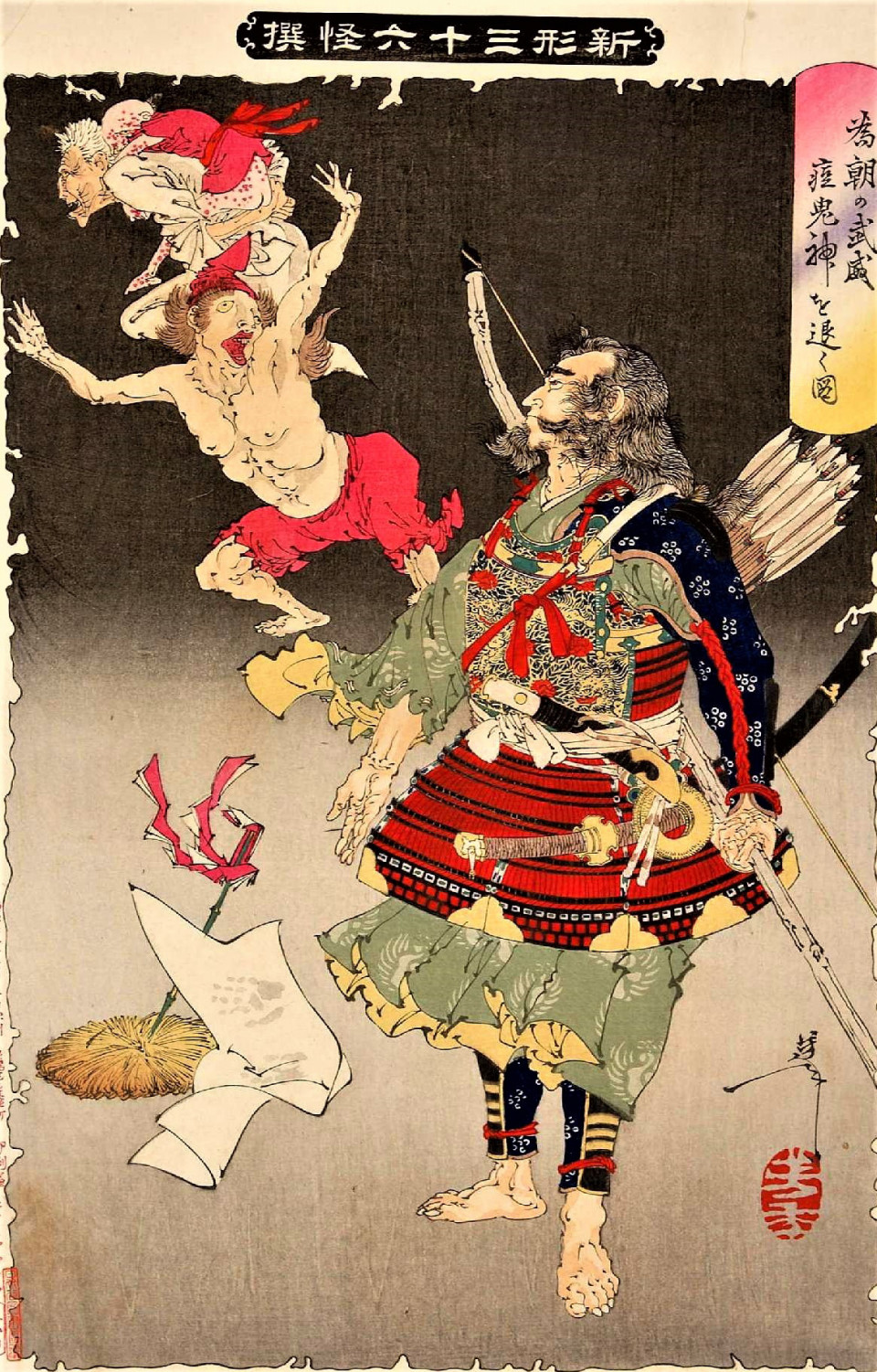
Tametomo afastando demônios, em uma imagem de 1890 feito por Yoshitoshi.

Minamoto no Tametomo (1139 – 1170) foi um samurai que lutou na Rebelião Hōgen de 1156. Ele era filho do Minamoto no Tameyoshi, e irmão de Yukiie e Yoshitomo.
Na Rebelião de Hōgen, Tametomo lutou para defender Shirakawa-den, ao lado do seu pai, contra as forças de Taira no Kiyomori e de seu irmão Minamoto no Yoshitomo. Colocaram fogo no palácio e Tametomo foi obrigado a fugir sendo banido para a ilha de Oshima nas Ilhas Izu. Em Ryūkyū, tem-se acreditado por muito tempo que ele foi por conta própria 
para Okinawa durante seu exílio, e fundou seu proprio reino e assim se tornado o primeiro rei de Chūzan, Shuten. Este conto foi incluído em Chūzan Seikan por Shō Shōken, a primeira história de Ryūkyū.
Tametomo é conhecido em crónicas como sendo um poderoso arqueiro, 
dizem que uma vez ele afundou um navio inteiro dos Taira com uma simples flecha. Também é dito em muitas lendas que seu braço esquerdo era cerca de 6 cm maior que seu braço direito, possibilitando uma tração maior na flecha e tendo assim tiros muito mais fortes.
Em 1170, o conflito entre os clãs Minamoto e Taira continuou, Tametomo foi cercado por guerreiros do clã Taira em uma pequena ilha. Em algumas lendas, dizem que Kiyomori cortou os tendões do braço esquerdo do Tametomo. Ao pensar que não poderia mais lutar, ele se matou com um corte profundo no abdômen, cometendo um Seppuku. É possivel que ele tenha sido o primeiro guerreiro a cometer Seppuku em uma lenda.